# Міколай Закшовський
Міколай із Закшова, Закшовський, Закшевський гербу Порай (пом. після 1460 року) — державний діяч Королівства Польського, надвірний маршалок (1443—1444), великорадця краківський (1444—1448), каштелян вішьлицький (1444—1460).

## Життєпис
Народився Міколай, очевидно, на початку XV століття. Мав двох братів: Яна, підчашого люблінського й каштеляна жарнувського, та Завішу.
25 квітня 1438 року разом із братами був учасником конфедерації Збіґнєва Олешьніцького. Однак, уже 3 травня 1439 року вони з братом Яном стали підписантами абсолютно протилежної конфедерації Спитка з Мельштина. Завдяки діям і впливу краківського єпископа Збіґнєва Олешьніцького, брати знову перейшли на бік останнього, уникнули покарання. Міколай уже 1440 року взяв участь у поході короля Владислава III до Угорщини, його герб Ружа (Порай) був вивішений у костелі Святої Марії в Буді.
На початку 1443 року вперше згадується на посаді надвірного маршалка під час неприсутності біля короля маршалка коронного Міколая Лянцкоронського з Бжезя. Обіймав уряд принаймні до кінця літа 1444 року.
З 1444 року Міколай обіймав 2 нових уряди. 22 липня 1444 року король призначив його великорадцею краківським. Проте щонайменше до 28 серпня Міколай перебував із королем під Вараждином, тому не міг фізично обійняти нову посаду, а його попередник фактично виконував ці обов'язки до 3 жовтня. Вперше Закшовський згадується як великорадця 27 жовтня, пробув на посаді до кінця червня 1448 року. З кінця літа він також став каштеляном вішьлицьким, був ним до кінця життя.
1 липня 1457 року Міколай Закшовський разом із Краківськими каштеляном Яном із Чижова та воєводою Яном із Тенчина, а також каштелянами радомським Ґжеґожем із Браниців і бецьким Яном Ліґензою, уклали в Цешині річне перемир'я з освенцимськими князями Вацлавом і Пшемислом. 
Помер Міколай невдовзі після 9 грудня 1460 року.

## Маєтності
Родинний Закшув знаходився, найімовірніше, в Краківській землі й лежав або у нинішньому Казімєрському повіті (Закшув), в якому знаходиться дідичне село його брата Яна Бейсці; або в Єнджейовському повіті (Закшув) Свєнтокшиського воєводства, де знаходяться інші два села, якими володів Міколай — Межава (1446—1448) та Імельно (1447—1460). За іншими даними, Закшув міг знаходитися в Сєрадзькій землі, де є щонайменше 3 села з такою назвою.

## Сім'я
Міколай був двічі одружений. З першою дружиною невідомого імені мали 2 дітей:
- Станіслав Закшовський або Вішьлицький, дідич Межави, Імельного, Дзершина, частин Собовиців та Краківського війтівства;
- Катажина, дружина Яна з Сєрчі.

Другою дружиною була Барбара Ґорайовська, про спільних дітей інформація відсутня.